# کانن اس‌ایکس ۲۶۰ اچ‌اس

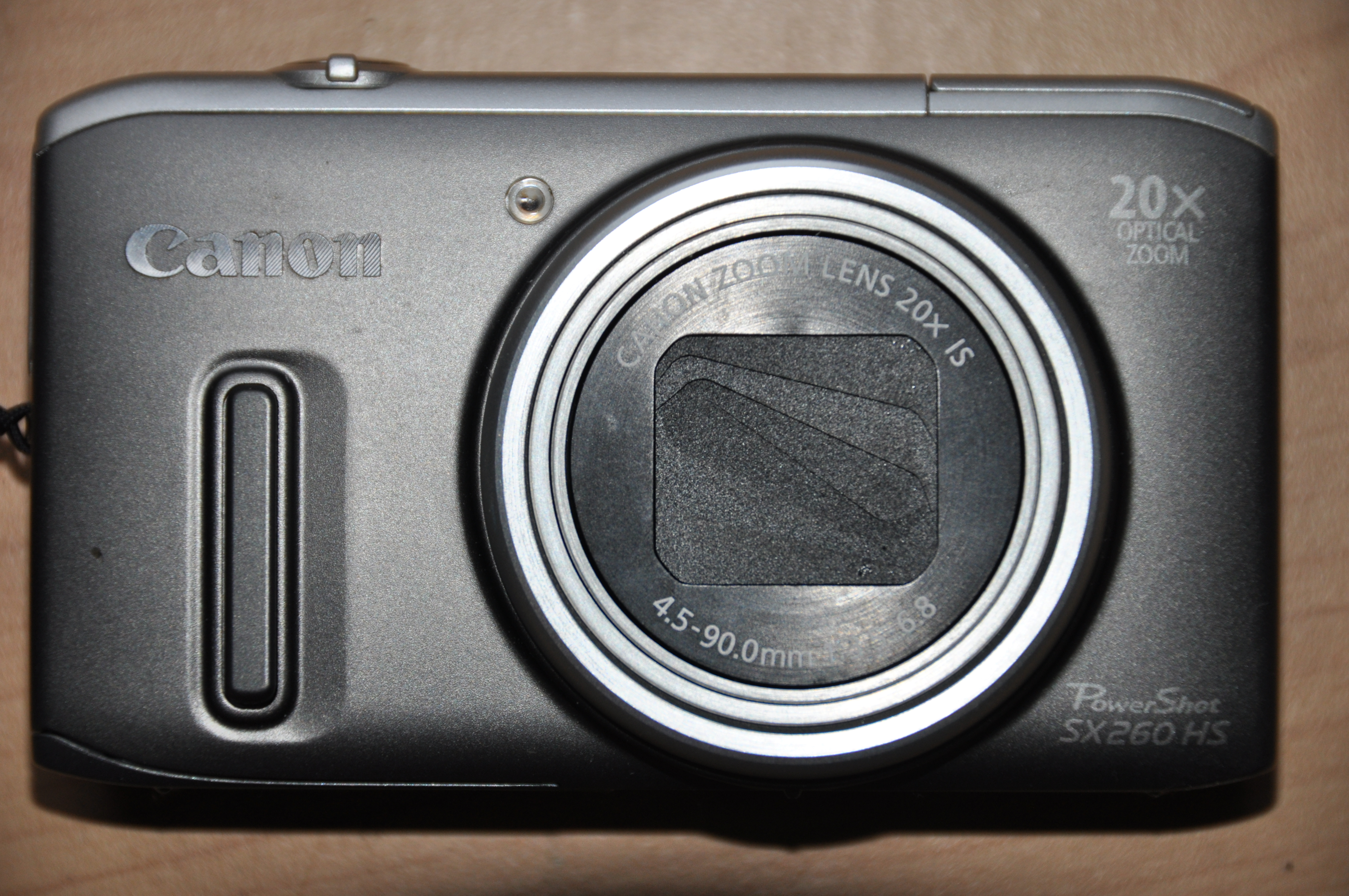

کانن اس ایکس ۲۶۰ اچ اس (به انگلیسی: Canon SX260 HS) دوربین عکاسی دیجیتال نیمه حرفه‌ای (کامپکت پیشرفته) شرکت کانن می‌باشد . این دوربین در مورخه ۱۸ بهمن ۱۳۹۰ در سطح جهانی معرفی گردیده است . کانن SX260 HS دارای سنسور BSI-CMOS با قدرت ۱۲.۱ مگاپیکسل و پردازشگر DIGIC 5 می باشد . این دوربین مناسب مصارف خانگی پیشرفته می باشد . این دوربین پس از فروش موفق مدل های پاورشات SX210 و SX220 و SX230 ارائه گردید .

## مشخصات کلی
- وزن: ۲۳۳ گرم
- مشخصات حسگر و پرونده: حسگر BSI-CMOS با کیفیت ۱۲٫۱ مگاپیکسل - تکنولوژی تشخیص چهره - تکنولوژی تشخیص لبخند
- فیلم: ضبط ویدئویی با کیفیت فول اچ دی با سرعت ۲۴ فریم بر ثانیه
- لنز: بزرگنمایی اپتیکال ۲۰ برابر - زوم اپتیکال در حین فیلمبرداری
- فلاش: داخلی (Pop-Up) با برد ۳ متر
- سرعت شاتر: از ۱/۳۲۰۰ ثانیه تا ۱۵ ثانیه
- سرعت عکاسی پیاپی: ۲٫۴ فریم بر ثانیه
- حساسیت سنسور یا ISO: ایزو اتوماتیک و ۱۰۰ و ۲۰۰ و ۴۰۰ و ۸۰۰ و ۱۶۰۰ و ۳۲۰۰
- صفحه نمایش: ۳ اینچ عریض
- کارت حافظه: SD/SDHC/SDXC
- باتری: یون لیتیوم
- دارای GPS داخلی جهت ثبت تگ جغرافیایی
- رنگ بندی: مشکی - آبی - قرمز - سبز